# Jack Collison
Jack David Collison (Watford, Inglaterra; 2 de octubre de 1988) es un entrenador y exfutbolista galés. Es el entrenador del Huntsville City de la MLS Next Pro desde 2023.

## Trayectoria
Producto de la cantera del West Ham United desde los dieciséis años de edad, donde ascendió de categorías hasta debutar con el primer equipo en la Premier League.
Centrocampista versátil con capacidad para jugar en multitud de posiciones, llegó incluso a ocupar la posición de central. Sumó 14 goles en 121 partidos con los Hammers entre 2007 y 2014. Después de no jugar durante un año por lesión, estuvo en préstamo en el AFC Bournemouth y en el Wigan Athletic. Posteriormente, se desvinculó definitivamente del West Ham United, uniéndose al Ipswich Town, donde las lesiones no le permitieron debutar siquiera.
Reanudó su carrera en el Peterborough United, donde se retiró en febrero de 2016 a la edad de 27 años, a causa de las numerosas lesiones sufridas.
Nacido en Inglaterra, representó en partidos internacionales a Gales debido al origen de su abuelo materno. Después de pasar por la selección sub-21, debutó con la absoluta galesa en 2008, llegando a sumar 17 partidos internacionales completos.
Tras su retiro como jugador, comenzó su carrera como entrenador en las divisiones inferiores de su último club, el Peterborough United.
Entre 2017 y 2019, fue entrenador del equipo sub-16 del West Ham United.
En 2019, firmó con el Atlanta United de la Major League Soccer como entrenador de inferiores, y en 2021 fue nombrado entrenador del segundo equipo.

## Clubes

### Como jugador
| Club                     | País       | Año       |
| ------------------------ | ---------- | --------- |
| West Ham United          | Inglaterra | 2007-2014 |
| AFC Bournemouth (cedido) | Inglaterra | 2013      |
| Wigan Athletic (cedido)  | Inglaterra | 2014      |
| Ipswich Town             | Inglaterra | 2014      |
| Peterborough United      | Inglaterra | 2015-2016 |

### Como entrenador
| Club                         | País           | Año           |
| ---------------------------- | -------------- | ------------- |
| Peterborough United (Sub-21) | Inglaterra     | 2015          |
| Peterborough United (Sub-18) | Inglaterra     | 2015-2017     |
| West Ham United (Sub-16)     | Inglaterra     | 2017-2019     |
| Atlanta United (Sub-17)      | Estados Unidos | 2019-2021     |
| Atlanta United 2             | Estados Unidos | 2021-2022     |
| Huntsville City              | Estados Unidos | 2023-presente |